# NGC 3808
NGC 3808 est une très vaste galaxie spirale intermédiaire située dans la constellation du Lion. NGC 3808 a été découverte par l'astronome germano-britannique William Herschel en 1785.

## Caractéristiques
NGC 3808 présente une large raie HI.

### Distance
Sa vitesse par rapport au fond diffus cosmologique est de 7 396 ± 23 km/s, ce qui correspond à une distance de Hubble de 109,1 ± 7,6 Mpc (∼356 millions d'al).

## Paire de galaxies en interaction

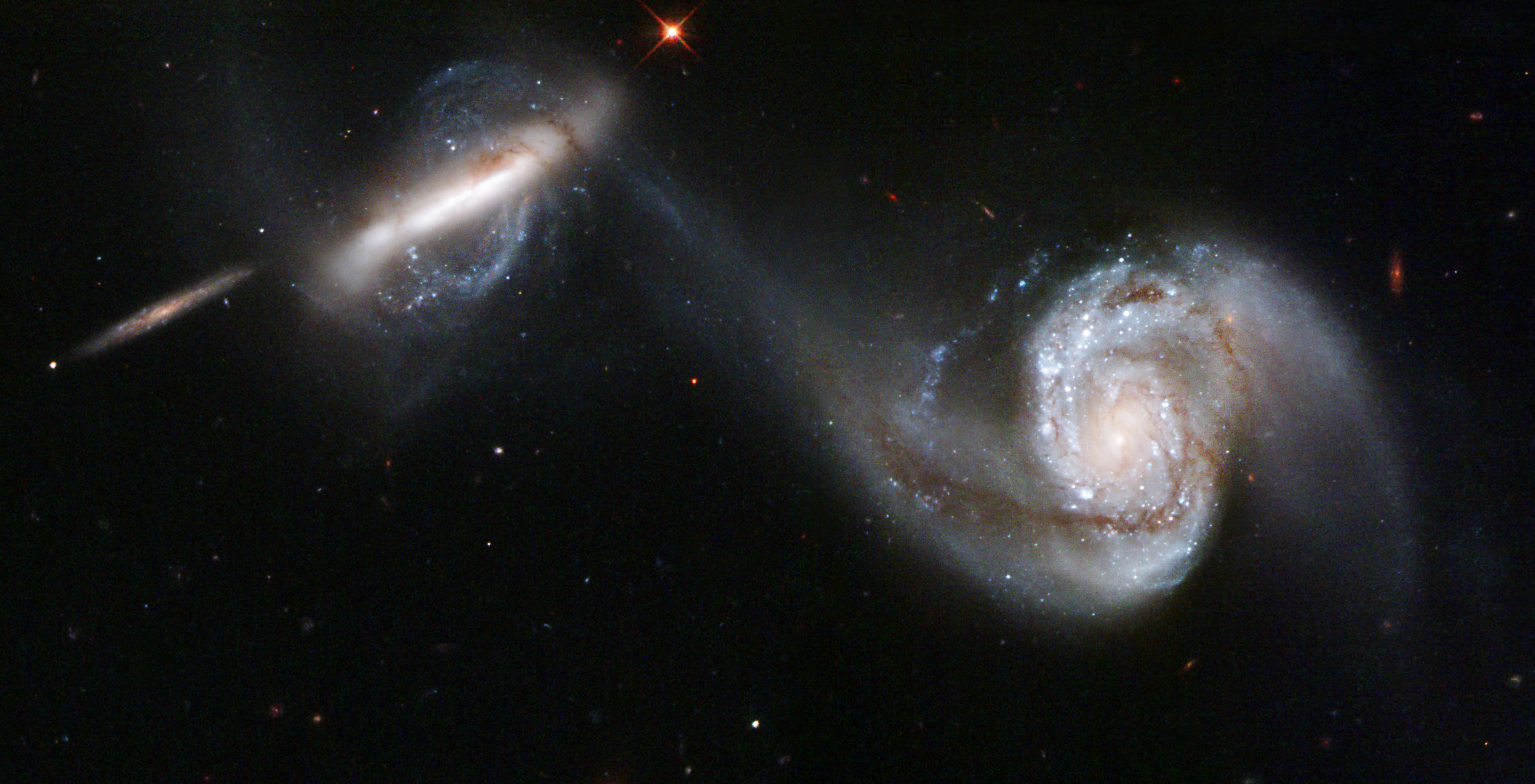
NGC 3806 et PGC 36228 par le télescope spatial Hubble.

NGC 3808 est en interaction gravitationnelle avec la galaxie PGC 36228. Comme on peut le voir sur les images, un pont de matière existe entre ces deux galaxies qui ensemble figurent dans l'atlas des galaxies particulières de Halton Arp sous la cote Arp 87.

## PGC 36228
PGC 36228 est une galaxie spirale de type Sc, ou selon la base de données NASA/IPAC une galaxie irrégulière (I0? pec). La distance de Hubble de cette galaxie est égale à 110,9 ± 7,8 Mpc (∼362 millions d'al), soit à peu près la même valeur que NGC 3808. Sa magnitude visuelle est de 13,7 et son diamètre angulaire vaut 0,90′ et sa taille est d'environ 35,8 kpc (∼117 000 al).